# Doce Batalha
Doce Batalha é uma competição americana de culinária produzida pela Triage Entertainment e foi ao ar no Food Network. Ele foi ao ar no início de novembro até o final de dezembro, nos Estados Unidos entre o dia de Ação de Graças e o Natal. O primeiro episódio estreou em 9 de novembro de 2014 e tornar-se anualmente um concurso com vários spin-offs, incluindo Spring Baking Championship, Halloween Baking Championship, e Kids Baking Championship.

## Rodadas
Cada episódio tem duas rodadas. A primeira rodada é o "Preliminar de Calor", onde os padeiros deve criar pequenos bolos em torno de um tema do feriado (geralmente biscoitos ou bolos pequenos). A pessoa que vence a primeira rodada começa com vantagem de ir para a próxima rodada e não falou sobre isso, até o tema da segunda rodada é anunciado. (A vantagem normalmente varia. Ex: Chegando a trocar ingredientes/sabores ou ficar dez minutos de ajuda de um convidado especial).
A segunda rodada é a "Principal Calor", onde os competidores ficar mais tempo do que a primeira rodada para criar uma maior confecção (no tamanho ou quantidade) que se atém ao tema do feriado do episódio. A meio principal de calor, há muitas vezes um curveball jogado no que tem a padaria adaptar ou alterar os seus planos. (Ex: Em "Sinais do Tempo", eles disseram para fazer biscoitos, além de sua bundt bolos).

## Apresentador & Juízes
A primeira de três temporadas foram apresentadas por Bobby Deen. Na quarta temporada Jesse Palmer assumiu a função de apresentador.
Bolo de Duff Goldman (famosamente conhecida por popular Ace of Cakes), Pastry Chef Nancy Fuller (apresentadora recorrente do reality do Food Network "Farmhouse Rules') e Baker Lorraine Pascale (uma ex-modelo do Reino Unido que virou chef) serve como permanente juízes do reality.

## Série
Artigo: Lista de Férias de Cozimento Campeonato episódios
| Temporada | Episódios | Estréia da temporada  | Final de temporada     |
| --------- | --------- | --------------------- | ---------------------- |
| 1         | 6         | 9 de novembro de 2014 | 14 de dezembro de 2014 |
| 2         | 8         | 1 de novembro de 2015 | 20 de dezembro de 2015 |
| 3         | 8         | 6 de novembro de 2016 | 25 de dezembro de 2016 |
| 4         | 7         | 6 de novembro de 2017 | 18 de dezembro de 2017 |